# Csan
A csan vagy chan buddhizmus (kínai: 禪, amely a 禪那, pinjin: chánnà rövidítése, a szanszkrit: dhjána kifejezésből, melynek jelentése „meditáció” vagy „meditatív állapot”) a mahájána buddhizmus egyik iskolája, amely Kínában fejlődött ki a 6. század után és a Tang és a Szung-dinasztia domináns vallásává vált. A Szung-kor után a csan többé-kevésbé összeolvadt a Tiszta Föld buddhizmussal.
A csan buddhizmus déli irányban terjedt Vietnámba és kelet felé Koreába (ahol szon néven ismert), majd a 13. században Japánba, ahol zen néven vált ismertté. A csan/zen hagyomány a buddhizmus egyik legismertebb irányzatává vált a nyugati világban.

## Története

### Kezdetektől 1300-ig
A csan buddhizmus korai történetét elmesélő megbízható források már nem léteznek. Emiatt különböző kategóriákra szokták osztani a csan történelmét. Ferguson három korszakra osztja az 5. és a 13. század között:
1. A legendák kora: az 5. századi Bódhidharma legendás alakjától a Tang-kor derekán zajló An Lusan lázadásig (765). 
 Ebből az időszakból kevés írásos emlék maradt fent.[4] Az első hat pátriárka között volt Bódhidharma és Huj-neng.[2]
2. A klasszikus kor: az An Lusan lázadástól a Szung-dinasztia kezdetéig (950).[4] 
 Ez a nagy csan mesterek – úgy mint Ma-cu Tao-ji és Lin-csi Ji-hszüan – és a julu (語錄) műfaj születésének kora (a nagy mesterek mondásainak és tanításainak lejegyzése).
3. Az írásosság kora: kb. 950 és 1250 között,[4] hozzávetőleg a Szung-dinasztia uralkodása alatt (960-1279). 
 A szerzetesek összegyűjtötték a híres tanítók mondásait és cselekedeteit, amelyeket költeményekkel és szövegmagyarázatokkal egészítették ki. Ennek a kornak az emberei az előző kort nevezték a csan "aranykorának".

McRae négy időszakra osztotta a csan történelmét:
1. Alap-csan (500-600 körül) 
 A csan egyszerre keletkezett Kína északi részének különböző területein. A dhjana gyakorlatára épült és Bódhidharma és Huike alakjához kötődött. Legfőbb szövegük a Két bejárat és négy gyakorlat volt, amelyet Bódhidharmának tulajdonítanak.[6]
2. Korai csan (600-900 körül) 
 Ebben a korban kristályosodott ki a csan irányzat. Legfőbb alakok: Daman Hongren (601–674), Ju-csüan Sen-hsziu (606?-706), Huj-neng (638–713), és Sen-huj (670-762).[7]
3. Közép csan (750-1000 körül) 
 A képrombolás hívei kerültek előtérbe: Mazu Tao-csi (709–788), Si-tou Hszi-csian (710-790), Lin-csi Ji-hszüan (?-867) és Hszüe-feng Ji-csun (822-908). Ekkor keletkezett a Hongcsou iskola és a Hubei tömörülés.[* 1]
4. Szung-dinasztia csan (950-1300 körül) 
 Ebben a korban vette fel a csan a végleges formáját. Ekkor alakult ki a Tang-kor "aranykor" képe. Legfőbb alakok: Ta-huj Cung-kao (1089–1163) és Hung-csi Cseng-csue (1091-1157). Legfőbb szekták a linji és a csaotung iskola voltak.

### 1300 után
Weinstein szerint a Ming-dinasztia idejére olyan erősen megszilárdult a csan iskola, hogy minden szerzetes a csan buddhizmus alá tartozó linji vagy a csaotung irányzatoknál kötelezték el magukat.
A Ming-dinasztia idején a kínai buddhizmus egyik hatalmas reformere Han-san Tö-csing volt. Kortársaihoz hasonlóan ő is a csan és a Tiszta Föld módszerek kettős gyakorlatát vallotta, valamint a tudat megtisztítására a nianfo ("Buddha tudatosság") technikát. A gyakorlók számára mantra gyakorlatokat és szövegolvasást is tanított. Közismert tanítóvá vált, aki szövegmagyarázatokat készített és híres volt a fogadalmak szigorú betartásáról.
Csiang Vu szerint a kor csan mesterei számára az önképzést tartották a legfontosabbnak és a formális beavatásokat és kliséket a háttérbe szorították. Elismerték a meditációt és aszkézist gyakorló neves papokat, akik nem tartoztak semmilyen átadási vonalhoz hogy "tanító nélkül érték el a bölcsességet".
A Csing-dinasztia a tibeti gelugpa iskolát karolta fel. A Tajping-felkelés korai szakaszában a lázadások a buddhizmust célozták. Az 1853-as Nancsingi csatában a tajping hadsereg lemészárolt több ezer szerzetest. A felkelés közepe felé a tajping vezetők megenyhültek és a szerzetesek számára igazolványt követeltek.
A kínai modernizáció vezetett a kínai Birodalom végéhez és a Kínai Köztársaság megalakításához, amely egészen a kínai polgárháborúig létezett, amely után 1949-ben megalakították a Kínai Népköztársaságot.
Megkísérelték felélénkíteni a nyugati kultúra hatása alatt álló kínai buddhizmust. Ezek közül a legjelentősebb a Taj-hszu-féle humanista buddhizmus és a Hszu Jun-féle kínai csan buddhizmus volt. Hszu Junt általánosságban a 19-20. század egyik legjelentősebb buddhista tanítójának tartják. A 20. század további fontos tanítónak tekintik még a Tiszta Föld buddhista Jin Kuangot (印光) és Hong Ji művészt. A világi emberek közül Csao Pu-csu dolgozott sokat a hagyományok felelevenítésén.
1949-ig sok kolostort építettek a délkelet-ázsiai országokban a kínai buddhizmus terjesztése érdekében, például a Kuang-hua kolostor papjai. Jelenleg ennek a kolostornak hét ága működik a Maláj-félszigeten és Indonéziában.
Az 1970-es évek reformja és a nagy nyitás időszaka után a kínai buddhizmus második újjáéledése zajlott. Ősi buddhista templomokat állítottak helyre valamint újakat építettek.

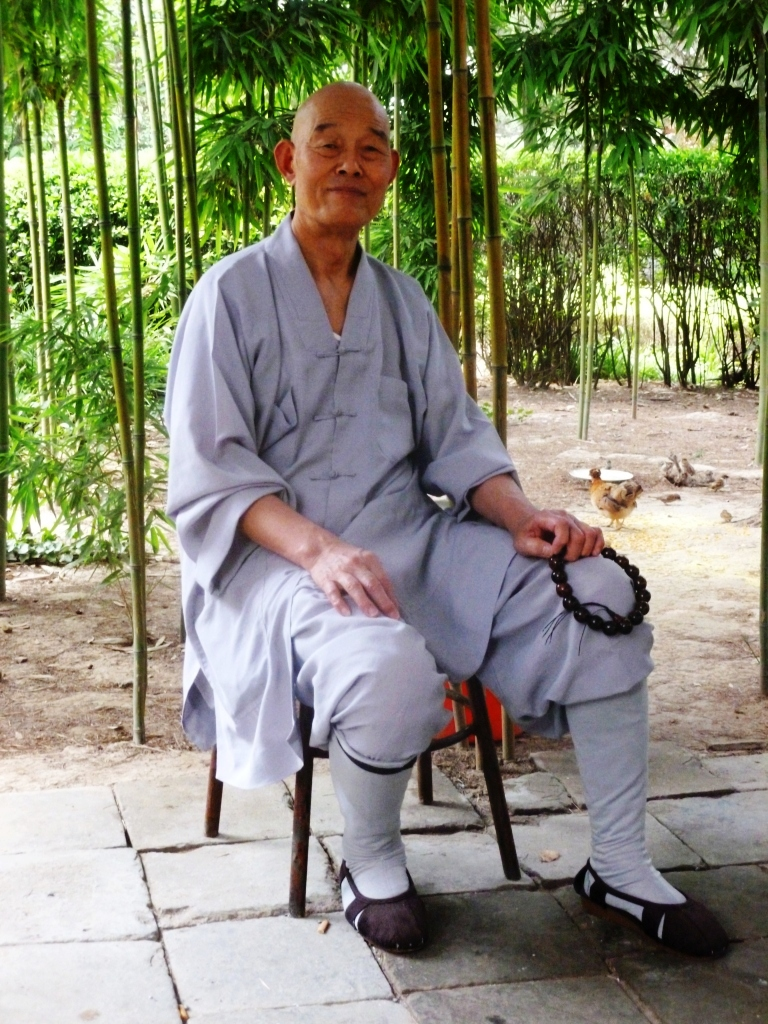
Az Óriás vadliba pagoda egyik papja, Hszian, 2011.

A helyi kormányzatok által irányított kínai buddhista templomok egyre inkább a belépőjegyekből, füstölőkből és egyéb vallási kellékekből származó bevételek kereskedelméről szóltak. Ezen felül hatalmas bevételt jelentett a templomok bejegyzése a tőzsdén és az önkormányzatoknál. 2012 októberében a vallásügyi állami szervezet kihirdette, hogy vissza kívánja szorítani a vallási nyerészkedést. Sok helyszín törölte a belépőjegyeket és bevezették az önkéntes adományozást.
A 108 méter magas szanyai Déli-tenger Kuan Jin szobrát 2005. április 24-én rögzítették több tízezer zarándok és 108 előkelő szerzetes részvételével, akik különböző buddhista csoportból érkeztek Kína szárazföldi területeiről, Hongkongból, Makaóból és Tajvanból. A küldöttségben helyet kaptak a théraváda és a tibeti buddhizmus hagyományait képviselő szerzetesek. Kínában találhatók a világ legmagasabb szobrai, amelyek közül sok buddhista szobor.
2006. áprilisban Kína szervezésében először ült össze a Buddhista Világfórum, amelyet azóta két évente megismételnek. 2007-ben a kormány betiltotta azokban a hegyekben a bányászatot, amelyeket a buddhista egyházok szent hegynek tartanak. Még ebben az évben Csangcsou-ban felépítették és megnyitották a világ legmagasabb pagodáját. Egy évvel később a tajvani Cu Csi alapítvány és a Fo Kuang San engedélyt kapott, hogy Kína szárazföldi területén iskolát nyisson.
Jelenleg mintegy 1,3 milliárd ember él Kínában. A felmérések szerint a lakosság 18,2-20%-a buddhistának vallja magát.

## A csan buddhizmus Ázsiában

### A vietnámi thiền
A vietnámi hagyományok szerint 580-ban egy Vinitarucsi (vietnámi: Tì-ni-đa-lưu-chi) nevű indiai szerzetes Vietnámba érkezett, aki a tanulmányait a kínai csan buddhizmus területén végezte, tanítója személyesen a csan harmadik pátriárkája volt (Szengcsan). Így alakult ki a vietnámi thiền buddhizmus.

### A koreai szon
A koreai buddhizmus új korszaka kezdődött el a szon iskoláinak létrejöttével a kései Silla idején. Ez az új meditációs iskola a 7-9. században érte el Koreát, amint a hvaom és a „csak-tudat” irányzathoz tartozó szerzetesek Kínába utaztak a csan tanulmányozása érdekében. Ennek következtében feszültség keletkezett az új meditációs iskolák és a korábban is létező elméleti irányultságú iskolák között. Számos koreai tanulmányozta a csant Kínában, és hazatérésüket követően vezető tanítványaikkal megalapították saját iskoláikat különböző hegyi kolostorokban. Kezdetben ezeknek az iskoláknak a száma kilenc darabban volt meghatározva. Egy koreai herceget pedig, aki szerzetes lett, és szintén Kínába ment, sok kínai Ksitigarbha mennyei bódhiszattva megtestesülésének tart.

### A japán zen
Zen önálló iskolaként nem létezett a 12. század előtt. Ekkor egy Mjóan Eiszai nevű szerzetes kínai tanulmányai után Rinzai néven megalapította a Linji-vonalat Japánban. 1215-ben Dógen, Eiszai kortársa, szintén kínai képzés után megalapította Japánban a szótó iskolát. A mai zen iskolák Japánban a következők: szótó (japán: 曹洞), a rinzai (臨済) és az óbaku (黃檗). Ezek közül a szótó a legnagyobb és az óbaku a legkisebb. A rinzai több aliskolából áll a különböző templomok alapján: Mjósindzsi, Nanzendzsi, Tenrjúdzsi, Daitokudzsi és Tófukudzsi.

## Külső források
- www.terebess.hu Chan buddhizmus
- Buddhizmus és konfucianizmus a csan buddhizmus hirtelen megközelítésében
- A zen buddhizmus története
- Zen történelem
- Zen tények